# Albertonykus
Albertonykus borealis
Genre
Espèce
Albertonykus (« griffe de l'Alberta ») est un genre de dinosaures de la famille des Alvarezsauridés du Maastrichtien (Crétacé supérieur) découvert en Alberta, au Canada. L'unique espèce connue, Albertonykus borealis ne possède, comme tous les autres membres de sa famille, qu'un unique doigt aux membres antérieurs.

## Publication originale
- (en) Nicholas R. Longrich et Philip J. Currie, « Albertonykus borealis, a new alvarezsaur (Dinosauria: Theropoda) from the Early Maastrichtian of Alberta, Canada: implications for the systematics and ecology of the Alvarezsauridae », Cretaceous Research, Elsevier, vol. 30, no 1,‎ février 2009, p. 239-252 (ISSN 0195-6671 et 1095-998X, OCLC 36935308, DOI 10.1016/J.CRETRES.2008.07.005).